# 申云浦
申云浦（1916年—1991年），男，山东阳谷人，中华人民共和国政治人物。

## 生平
申云浦是山东省阳谷县安乐镇人。早年参加学生运动，后担任中共山东省阳谷县委书记、冀鲁豫区党委宣传部部长等。第二次国共内战期间，担任中共泰运地委、聊城地委书记等。
中华人民共和国成立后，担任贵州省第一届政协主席，贵州省人民政府副主席，贵州省革命委员会副主任，贵州省人民政府副省长。